# Schizoparme
Schizoparme är ett släkte av svampar. Schizoparme ingår i familjen Schizoparmaceae, ordningen Diaporthales, klassen Sordariomycetes, divisionen sporsäcksvampar och riket svampar.
|             | Pilidiella                              |
|             |                                         |
|             | Coniella                                |
|             |                                         |
|             | Cyclodomella                            |
|             |                                         |
| Schizoparme | \| \| Schizoparme straminea \| \| \| \| |
|             | \| \| Schizoparme straminea \| \| \| \| |
|             | Schizoparme straminea                   |
|             |                                         |

|  | Schizoparme straminea |
|  |                       |